# Yahya Kanu
Yahya Kanu, né à une date inconnu à Magburaka et mort le 29 décembre 1992, est un colonel fidèle partisan du président Joseph Saidu Momoh. Bien que l’agence Reuters ait initialement rapporté qu’il aurait mené le coup d’État du 29 avril 1992, il démentit ce même jour son implication lors d’une intervention sur l’émission Focus on Africa de la BBC, affirmant plutôt avoir tenté de parlementer avec les mutins. Arrêté par Valentine Strasser, lequel finit par s’emparer du pouvoir à la faveur de ce putsch, Kanu fut ultérieurement exécuté sur une plage aux environs de Freetown. Il avait été accusé d’avoir ourdi un contre-coup d’État en compagnie de Bambay Kamara, un adepte du Congrès de tous les peuples (APC). Les deux hommes étaient alors détenus à la prison de Pademba Road à Freetown. Le peloton d’exécution, agissant sur ordre de Strasser, comprenait notamment Solomon Musa, Maada Bio et Idriss Kamara.
Kanu, instruit et formé par les Britanniques, acquit une renommée en tant que l’un des commandants de front les plus énergiques durant le conflit armé qui éclata lorsque les insurgés du Front révolutionnaire uni (RUF), menés par Foday Sankoh, pénétrèrent en Sierra Leone en 1991 depuis une région du Libéria alors sous l’autorité du chef rebelle Charles Taylor. À la mi-1991, alors que les rebelles approchaient de la ville de Kenema, située dans l’est de la Sierra Leone, ils furent repoussés par le bataillon Cobra de Kanu, épaulé par des forces irrégulières libériennes, principalement composées d’anciens membres de l’armée de Samuel Doe réfugiés en Sierra Leone. Ces derniers intégrèrent par la suite les rangs de l’ULIMO. Cette coalition militaire parvint à mettre en déroute les assaillants, les contraignant à abandonner les localités de Gandorhun et de Zimmi, avant d’atteindre le pont du fleuve Mano, frontière naturelle avec le Libéria. Toutefois, ces avancées tactiques furent éphémères : au gré des fluctuations du conflit, ces positions changèrent à plusieurs reprises de mains, une instabilité que les combattants attribuèrent fréquemment à l’insuffisance des moyens alloués par le gouvernement de Freetown. Cette carence en ressources militaires et logistiques constitua l’un des principaux facteurs ayant conduit au coup d’État de 1992.